# Un été sans les hommes
Un été sans les hommes (titre original : The Summer Without Men) est un roman américain de Siri Hustvedt, publié en 2011 dans sa version originale et dans sa traduction française.

## Résumé
À la suite de sa rupture avec Boris et de son séjour à l'hôpital, Mia, 55 ans, poétesse, loue une maison à côté de la maison de retraite de sa mère dans le Minnesota. Sa mère et ses amies sont veuves. Elle monte un cours de poésie pour des filles ados. Sa fille Daisy lui donne des nouvelles de Boris. Mia se remet avec lui.